# Danny de Vries
D.C. (Danny) de Vries (Amsterdam, 13 januari 1974) is een Nederlandse communicatiewetenschapper, CDA-politicus en bestuurder. Sinds 16 november 2020 is hij burgemeester van Oudewater.

## Biografie
De Vries studeerde toegepaste communicatiewetenschap aan de Universiteit Twente en studeerde in 2002 af in risico- en crisiscommunicatie. Aan het begin van zijn studie was hij gedurende een aantal maanden huisgenoot van partij- en ambtgenoot Marleen Sanderse. Daarna was hij lid van studentenvereniging A.S.V. Taste, woonde hij in het studentenhuis Asgard en zat hij bij Moresgenootschap Ius Sanctus. De Vries was werkzaam als journalist voor zowel radio, televisie als krant en kreeg landelijke bekendheid door zijn tv-beelden van de vuurwerkramp in Enschede op 13 mei 2000. Twintig jaar na de vuurwerkramp schreef hij zijn verhaal op in het boekje 'Brief aan Marcel’.
Vanaf 2005 was hij directeur van adviesbureau Albers De Vries en vanaf 2015 van de Twentse Ambassades. Hij was onder andere voorzitter van Ondernemersclub 010, verzorgde de communicatie van Gay Pride Amsterdam, is mede-initiatiefnemer van CDA Pride, was van 2016-2018 campagneleider voor CDA Overijssel en was campagneleider in 2018-2019 voor Rutger Ploum. In 2003 schreef hij het 'Catherina-Amalia' geboorteboek, toen hij bestuurslid was van de Koninklijke Bond van Oranjeverenigingen. In 2018 werd hij benoemd tot Ridder in de Orde van Oranje-Nassau voor zijn rol rond de vuurwerkramp, zijn inzet voor Twente, Koningshuis en LHBT- emancipatie. Hij was vanaf september 2018 lid van de Rotterdamse wijkraad Katendrecht-Wilhelminapier. Op 28 oktober 2020 nam hij afscheid als lid van de wijkraad Katendrecht-Wilhelminapier.
De Vries werd 15 oktober 2020 door de gemeenteraad van Oudewater voorgedragen als burgemeester. Op 9 november 2020 werd de voordracht door de minister van Binnenlandse Zaken en Koninkrijksrelaties overgenomen zodat hij bij koninklijk besluit benoemd kon worden met ingang van 16 november 2020. Op die dag vond ook de beëdiging en installatie plaats. Na de Provinciale Statenverkiezingen van 2023 werd De Vries gevraagd door de BoerBurgerBeweging (BBB) om te verkennen voor een vorming van een coalitie in de provincie Utrecht. De Vries adviseerde om een coalitie te vormen dat bestaat uit BBB, GroenLinks, VVD en PvdA. Om een meerderheid te vormen van minstens 25 zetels is het nodig om één of meerdere partijen aan deze coalitie toe te voegen. De Vries adviseert hierbij om te kijken naar partijen als D66, CDA en de ChristenUnie.
De Vries woont samen met zijn partner.